# Korea.net

코리아넷 로고

Korea.net(코리아넷)은 대한민국 문화체육관광부가 운영하는 공식 홍보 웹사이트이다. 1995년 개설된 코리아윈도우(The Korea Window)가 전신이며 현 웹사이트는 1999년 9월 개설되었다. 영어, 중국어, 일본어, 아랍어, 프랑스어, 독일어, 러시아어, 스페인어, 베트남어로 해외에 한국에 대한 최신 정보를 제공하고 있다.

## 같이 보기
- VisitKorea.or.kr
- 해외문화홍보원